# Corona (birra)

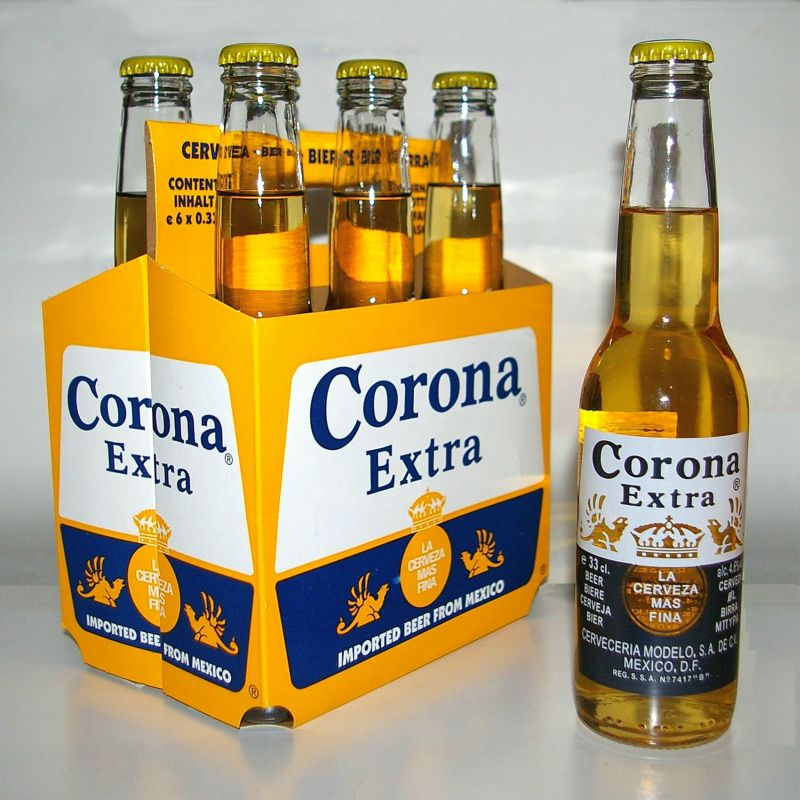
Confezione da 6 bottiglie di Corona

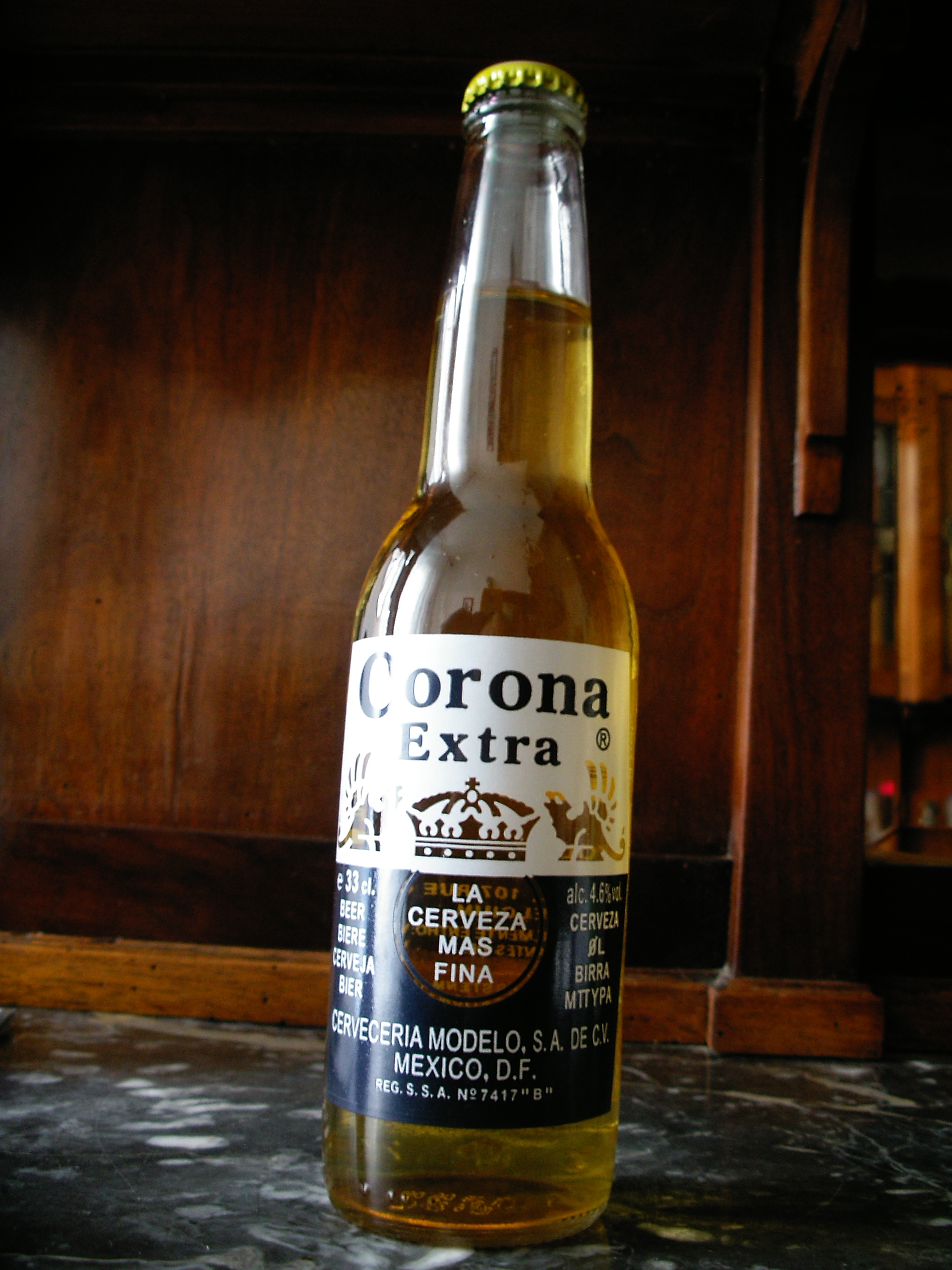
Bottiglia di Corona

La Corona Extra è una birra pale lager messicana, prodotta dal birrificio Cerveceria Modelo e, limitatamente alla produzione destinata all'esportazione nel territorio statunitense, dalla Constellation Brands.
In Spagna fino al 2016 è stata commercializzata con il nome Coronita, utilizzato anche in altri paesi per indicare le bottiglie da 210 ml, a causa della titolarità del marchio Coronas da parte del produttore di vino Bodegas Torres.
La Corona è la birra non statunitense più venduta negli Stati Uniti d'America.

## Storia
La Corona nasce nel 1925, seconda birra prodotta dal gruppo Modelo. Nel 1940 viene aggiunta la dicitura "extra" e inizia la commercializzazione delle bottiglie con il marchio serigrafato. A partire dagli anni '50 la Corona sponsorizza vari eventi sportivi. Nel 1976 inizia l'esportazione negli Stati Uniti d'America, seguiti poi da altri paesi, tra cui l'Italia a partire dal 1989.
Nel 2012, in seguito all'acquisizione del gruppo Modelo da parte della multinazionale Anheuser-Busch InBev, la produzione è stata divisa tra il gruppo Modelo, per il mercato locale e per l'esportazione in tutti i paesi eccetto gli Stati Uniti d'America, e la Constellation Brands, compagnia indipendente dall'AB inBev, per quanto riguarda il mercato americano. La separazione della produzione destinata agli Stati Uniti d'America si è resa necessaria per evitare problemi con l'antitrust.

## Caratteristiche
La Corona è una International Pale Lager, ossia uno stile lager dalla tonalità giallo paglierino e corpo leggero. Essa presenta una gradazione alcolica di 4,5 % in volume e un colore giallo paglierino, con una schiuma sottile ed evanescente. È una birra con struttura snella, con lievi note luppolate e floreali, con un leggero aroma erbaceo, da consumare a una temperatura di 5-7 gradi. Come altre referenze dello stile, non è una birra di puro malto d'orzo.
Gli ingredienti usati per produrre la birra sono: acqua, malto d'orzo, luppolo, lievito, granoturco.

## Varianti
Oltre alla versione tradizionale sono disponibili sul mercato diverse varianti.
- Light (1989): versione american light lager, ossia con meno calorie (99 cal.) e un grado alcolico di 3,7%[11].
- Cero (2016): versione analcolica[12]
- Familiar (2018): versione in bottiglie da un litro.
- Premier (2018): versione american low-carbohydrate light lager, ossia con meno calorie (90 cal.), meno carboidrati (2,6 g.) e un grado alcolico di 3,7%.

## Consumo
La Corona viene solitamente servita con agrumi, nello specifico uno spicchio di lime o limone, inserito nel collo della bottiglia, questa usanza non è però diffusa in Messico dove viene consumata senza aggiunte. Esistono diverse possibili spiegazioni del consumo di Corona con agrumi: l'usanza potrebbe essere nata come strategia di marketing ideata per differenziare sui mercati esteri la Corona da altre birre. Questo spiegherebbe come mai in Messico non sia diffusa (anche se altre birre messicane, come la Sol, vengono consumate alla stessa maniera). Altre possibili spiegazioni sono che l'agrume fosse utilizzato per tenere lontane le mosche, molto diffuse in un paese caldo come il Messico, o per pulire la ruggine che si formava a causa dell'uso di tappi a corona di scarsa qualità. La spiegazione più accreditata è quella per cui l'agrume servirebbe a mascherare il cattivo aroma causato dall'esposizione ai raggi solari della birra, confezionata in bottiglie trasparenti.